# Pol-e Dochtar
Pol-e Dochtar (perski: پلدختر) – miasto w Iranie, w ostanie Lorestan. W 2006 roku miasto liczyło 22 558 mieszkańców w 5131 rodzinach.